# Gregorio Carelli
Gregorio Carelli (zm. 30 maja 1211) – kardynał diakon San Giorgio in Velabro od 22 września 1190 roku, z nominacji papieża Klemensa III. Pochodził z Rzymu i przed nominacją kardynalską był kanonikiem bazyliki watykańskiej. Jako kardynał podpisywał bulle papieskie między 23 października 1190 a 25 lutego 1211. Uczestniczył w papieskiej elekcji 1191 i papieskiej elekcji 1198. W 1199 był legatem w Toskanii i księstwie Spoleto. Wielokrotnie działał też jako audytor w kurii papieskiej. Od 1208 był protodiakonem Świętego Kolegium.